# 1978年太平洋颱風季
| 太平洋颱風季             |
| 主題頁 - 專題 - 編輯指南 |

1978年太平洋颱風季泛指在1978年全年內的任何時間，於赤道以北及國際換日線以西的太平洋水域，以及南中國海所產生的熱帶氣旋。雖然有關方面並沒有設下本颱風季的指定期限，但大部份於西北太平洋的熱帶氣旋通常都會於五月至十二月期間形成。
本條目的範圍僅侷限於赤道以北及國際換日線以西的太平洋及南海的水域。於赤道以北及國際換日線以東的太平洋水域產生的風暴則被稱為颶風，並被列入1978年太平洋颶風季。在西太平洋產生的熱帶風暴是由聯合颱風警報中心命名，國際編號為78xx。而凡進入或產生於菲律賓風暴責任範圍以內的熱帶低氣壓，菲律賓大氣地理天文部門（PAGASA）都會為它們訂立一個菲律賓名稱，作當地警報用途；因此同一個風暴有時候會有兩個不同的名稱。
以下各熱帶氣旋資訊以熱帶氣旋存在期間的最強形態為準。

## 已被國際命名的熱帶氣旋
在1978年，有32個熱帶低氣壓形成，其中29個成為了熱帶風暴。15個成為了颱風。1個更成為了超級颱風。

### 颱風奧麗芙 (Olive)
PAGASA:Atang

### 熱帶風暴寶麗 (Polly)
PAGASA:Bising

### 熱帶風暴露絲 (Rose)
PAGASA:Klaring

### 熱帶風暴雪麗 (Shirley)
PAGASA:Deling

### 颱風芸蒂 (Wendy)
PAGASA:Emang

### 強烈熱帶風暴愛娜斯 (Agnes)
愛娜斯在7月24日形成，在南海北部打轉，並在7月29日以瞬間最大陣風風速60 mph的強度在中國登陸。 不久在7月30日消散。愛娜斯令香港天文台四日內兩度掛起八號風球，並曾先後懸掛西北、西南、東北及東南四個方向的八號風球，為1946年有持續記錄至今的唯一一次，並在香港導致3人死亡，134人受伤。

### 熱帶風暴邦妮 (Bonnie)
PAGASA:Iliang

### 颱風嘉曼 (Carmen)
PAGASA:Loleng

### 熱帶風暴黛娜 (Della)
PAGASA:Miding

### 颱風伊蘭 (Elaine)
PAGASA:Norming

### 熱帶風暴姬羅莉亞 (Gloria)
PAGASA:Oyang

### 颱風艾瑪 (Irma)
PAGASA:Pasing

### 強烈熱帶風暴吉蒂 (Kit)
PAGASA:Ruping

### 颱風露娜 (Lola)
PAGASA:Susang

### 強烈熱帶風暴蓮娜 (Nina)
PAGASA:Tering

### 颱風奧娜 (Ora)
PAGASA:Uding

### 颱風麗妲 (Rita)
PAGASA:Kading
熱帶低氣壓28W在10月15日形成。在10月18日，其增強為一熱帶風暴。麗妲在10月19日增強為一颱風。並在10月23日達至5級颱風的水平，其中心氣壓只有880帕斯卡，只和1979年颱風泰培 (1979年)所創的紀錄高10毫巴。在維持巔峰強度三日後，麗妲減弱為一4級颱風並在呂宋沿海登陸。麗妲維持颱風的強度橫過菲律賓並以颱風強度的下限進入南海。麗妲之後緩慢減弱並在越南沿海消散。麗妲在菲律賓造成相當大的破壞和人命傷亡，但具體數字不明。

### 颱風維奧娜 (Viola)
PAGASA:Esang

### 颱風愛麗斯 (Alice)
愛麗斯於12月31日晚間在赤道以北約280公里處形成，移至赤道以北約350公里處增強為熱帶低氣壓，初時大致向西北移動。它於1月2日上午增強為熱帶風暴，並於1月3日凌晨進一步增強為強烈熱帶風暴及轉向北移動。當日下午它減弱為熱帶風暴，但於1月4日上午重新增強強烈熱帶風暴及轉向西北偏西移動。愛麗斯於1月6日下午增強為颱風，並於1月8日上午強度達到第一次顛峰，十分鐘最高持續風力為每小時約180公里。其後愛莉絲緩慢減弱，1月9日晚上再一次愛麗斯減弱為強烈熱帶風暴，但它隨即於1月10日凌晨重新增強為颱風。1月12日凌晨它的強度達到第二次顛峰，十分鐘最高持續風力為每小時約163公里，該強度維持至1月12日下午。其後愛麗斯逐漸減弱，它先於1月13日上午減弱為強烈熱帶風暴及轉向東北偏東移動，再於當晚減弱為熱帶風暴及轉向東移動。隨後愛麗斯於1月15日上午在雅蒲島之西北偏北約760公里處減弱為低壓區。

## 未被國際命名的熱帶氣旋
除了被命名的熱帶氣旋外，還有一些沒被命名的熱帶低氣壓的熱帶氣旋。以下列出那些熱帶氣旋的資料。

### 熱帶低氣壓26W
PAGASA:Weling

### 熱帶低氣壓32W
PAGASA:Delang

## 熱帶氣旋名單
| - Agnes 9W - Bonnie 11W - Carmen 12W - Della 13W - Elaine 15W - Faye 16W - Gloria 17W - Hester 18W - Irma 19W - Judy 20W - Kit 21W - Lola 22W - Mamie 23W - Nina 24W - Ora 25W - Phyllis 28W - Rita 29W - Susan 30C - Tess 31W - Viola 33W - Winnie 34W | - Alice - Betty - Cora - Doris - Elsie - Flossie - Grace - Helen - Ida - June - Kathy - Lorna - Marie - Nancy - Olga - Pamela - Ruby - Sally - Therese - Violet - Wilda | - Anita - Billie - Clara - Dot - Ellen - Fran - Georgia - Hope - Iris - Joan - Kate - Louise - Marge - Nora - Opal - Patsy - Ruth - Sarah - Thelma - Vera - Wanda | - Amy - Babe - Carla - Dinah - Emma - Freda - Gilda - Harriet - Ivy - Jean - Kim - Lucy - Mary - Nadine 1W - Olive 2W - Polly 3W - Rose 4W - Shirley 5W - Trix 6W - Virginia 7W - Wendy 8W |